# Estado Libre de Anhalt
El Estado Libre de Anhalt (del alemán: Freistaat Anhalt) fue formado después de que Joaquín Ernesto, Duque de Anhalt, abdicara el 12 de noviembre de 1918, dando fin al ducado de Anhalt. Fue un estado de Alemania durante el periodo de la República de Weimar. En mayo de 1932 el Partido Nazi llegó al poder en Anhalt y, después que los nazis alcanzaran el poder a nivel nacional en 1933, Anhalt fue abolida de facto por el gobierno NS, convirtiéndose en parte del Gau de Magdeburgo-Anhalt.
Al final de la II Guerra Mundial, cuando Alemania fue dividida en zonas de ocupación, Anhalt fue fusionada con el grueso de la provincia prusiana de Sajonia para formar el estado de administración soviética de Sajonia-Anhalt. Este estado fue disuelto en 1952 pero volvió a formarse en 1990 después de la reunificación de Alemania.

## Lista de gobernantes

### Ministros-Presidentes
| Nombre | Nombre          | Asume el cargo          | Deja el cargo           | Partido | Partido       |
| ------ | --------------- | ----------------------- | ----------------------- | ------- | ------------- |
|        | Max Gutknecht   | 8 de noviembre de 1918  | 14 de noviembre de 1918 |         | Independiente |
|        | Wolfgang Heine  | 14 de noviembre de 1918 | 23 de julio de 1919     |         | SPD           |
|        | Heinrich Deist  | 23 de julio de 1919     | 9 de julio de 1924      |         | SPD           |
|        | R. Willi Knorr  | 9 de julio de 1924      | 25 de noviembre de 1924 |         | DNVP          |
|        | Heinrich Deist  | 25 de noviembre de 1924 | 21 de mayo de 1932      |         | SPD           |
|        | Alfred Freyberg | 21 de mayo de 1932      | 8 de enero de 1940      |         | NSDAP         |
|        | Rudolf Jordan   | 8 de enero de 1940      | Abril de 1945           |         | NSDAP         |

### Reichsstatthalter
| Nombre | Nombre                   | Asume el cargo          | Deja el cargo         | Partido | Partido |
| ------ | ------------------------ | ----------------------- | --------------------- | ------- | ------- |
|        | Wilhelm Friedrich Loeper | 5 de mayo de 1933       | 23 de octubre de 1935 |         | NSDAP   |
|        | Fritz Sauckel            | 29 de noviembre de 1936 | 20 de abril de 1937   |         | NSDAP   |
|        | Rudolf Jordan            | 20 de abril de 1937     | Abril de 1935         |         | NSDAP   |

## Presidentes del Landtag
- 1918-1928; Heinrich Pëus (SPD)
- 1928-1932: Richard Paulick (SPD)
- 1932-1933: Wolfgang Nicolai (NSDAP)